# 2014年の教育
2014年の教育（2014ねんのきょういく）では、2014年（平成26年）の教育分野に関する出来事について記述する。

## できごと

### 1月
- 1月18日 - 19日 - 大学入試センター試験

### 3月
- 3月18日 - 皇太子徳仁親王の長女敬宮愛子内親王が学習院初等科を卒業。
- 3月26日 - 眞子内親王が国際基督教大学卒業。

### 4月
- 4月6日 - 敬宮愛子内親王が学習院女子中等科へ入学。

### 9月
- 9月11日 - 佳子内親王が学習院大学を中退していたことが分かった。

### 10月
- 10月30日 - 佳子内親王が国際基督教大学をAO入試で合格。